# Assist (Basketball)
Als Assist wird im Basketball ein Pass auf einen Spieler bezeichnet, der im direkten Anschluss in den Korb trifft. Assists werden am häufigsten von Point Guards ausgeführt, da diese das Spiel aufbauen. 
In den Spielstatistiken wird der Assist dem Passgeber zugerechnet. Was genau als Assist gewertet wird, kann sich jedoch je nach Wettbewerb unterscheiden. Der Spieler mit den meisten Assists in der NBA ist John Stockton, der in 19 Jahren für den Utah Jazz 15.806 Assists verbuchen konnte. Die meisten Assists pro Spiel konnte mit einer Quote von 11,2 in 13 Spielzeiten hingegen Magic Johnson für die Los Angeles Lakers gewähren. Stocktons Quote beträgt 10,5 Assists pro Spiel.